# Xaver Kurmann
Xaver Kurmann, född den 29 augusti 1948 i Willisau, Luzern, är en schweizisk tävlingscyklist.
Kurmann tog OS-brons i cykelförföljelsen vid olympiska sommarspelen 1968 i Mexico City och OS-silver i samma disciplin vid olympiska sommarspelen 1972 i München.